# Eparchie vyborgská
Eparchie Vyborg je eparchie ruské pravoslavné církve nacházející se v Rusku.

## Území a titul biskupa
Zahrnuje správní hranice území Vsevoložského, Vyborgského a Priozerského rajónu Leningradské oblasti.
Eparchiálnímu biskupovi náleží titul biskup vyborgský a priozerský.

## Historie
Od počátku ruské státnosti bylo území eparchie součástí rozsáhlé novgorodské eparchie.
Roku 1742 se město Vyborg stalo součástí sanktpetěrburské eparchie a v letech 1799-1803 získali vládnoucí biskupové titul biskup novgorodský a vyborgský.
Dne 5. září 1859 schválil car Alexandr II. Nikolajevič nařízení o vytvoření vyborgského vikariátu sanktpetěrburské eparchie. Vikariát byl titulární a první tři biskupové byli rektoři Petrohradské duchovní akademie, jejich sídlem byla Alexandro-Něvská lávra.
Dne 24. října 1892 byla Svatým synodem zřízena eparchie finská a vyborgská. Sídlem arcibiskupa bylo panství Markovilla.
Dne 14. února 1913 byl zřízen serdobolský vikariát této eparchie.
Po zhroucení Ruské říše přijala nouzová rada duchovenstva a laiků finsko-vyborgské eparchie roku 1919 rozhodnutí o požádání udělení autonomie v rámci Ruské pravoslavné církve.
Dne 11. února 1921 byla eparchie dekretem patriarchy Tichona přeměněna na Finskou autonomní pravoslavnou církev, tím byla stále součástí Moskevského patriarchátu.
Rozhodnutím církevní rady finské pravoslavné církve došlo k transformaci administrativně-územního členění, v souvislosti s čímž vznikly dvě samostatné eparchie vyborgská a karelská. Ve Vyborgu zůstala hlava církve a také obecná církevní správa obou eparchií.
V letech 1920-1926 byl majetek bývalé finské a vyborgské eparchie znárodněn a ve své významné části byl převeden do vlastnictví Finské autonomní církve. Roku 1924 byl odvolán úřady hlava církve arcibiskup Serafim (Lukjanov) a novou hlavou se stal biskup Herman (Aav).
Roku 1935 byla obnovena vyborgská eparchie ale po výsledcích Zimní války se Vyborg a Karelská šíje dostali do SSSR a území eparchie se stalo součástí leningradské eparchie.
Dne 19. července 1962 bylo Svatým synodem rozhodnuto aby byl obnoven vyborgský vikariát.
Dne 12. března 2013 byla znovu vytvořena vyborgská eparchie a to oddělením ze sanktpetěrburské eparchie.

## Seznam biskupů
V letech 1799-1803 byl titul vyborgský součástí titulu arcibiskupa a později metropolity sanktpetěrburského Amvrosia (Podobedova.

### Vyborgský vikariát sanktpetěrburské eparchie
- 1859–1860 Nektarij (Naděždin)
- 1861–1864 Ioannikij (Rudněv), místně svatořečený
- 1865–1866 Ioann (Sokolov)
- 1867–1868 Grigorij (Mediolanskij)
- 1868–1869 Pavel (Lebeděv)
- 1869–1871 Tichon (Pokrovskij)
- 1871–1873 Palladij (Gankevič)
- 1873–1876 Germogen (Dobronravin)
- 1876–1880 Varlaam (Černjavskij)
- 1880–1881 Nestor (Metanijev)
- 1882–1882 Anastasij (Dobradin)
- 1882–1887 Sergij (Serafimov)
- 1887–1892 Antonij (Vadkovskij)

### Vyborgská a finská eparchie
- 1892–1898 Antonij (Vadkovskij)
- 1899–1905 Nikolaj (Nalimov)
- 1905–1917 Sergij (Stragorodskij)
- 1917–1924 Serafim (Lukjanov), od roku 1921 hlava autonomní církve

### Vyborgská eparchie finské pravoslavné církve
- 1935–1945 Alexandr (Karpin)

### Vyborgský vikariát leningradské (sanktpetěrburské) eparchie
- 1962–1962 Nikon (Fomičjov)
- 1976–1984 Kirill (Gunďajev)
- 2009–2013 Nazarij (Lavriněnko)

### Vyborgská a priozerská eparchie
- 2013-2023 - Ignatij (Punin)
- od 2023 - Varnava (Baranov)